# Vua Chăm Pa
Vua Champa là danh sách các vị vua trong lịch sử Champa. Họ sử dụng hai tước hiệu, một là Raja-di-raja (Hindi: राजाओं का राजा) từ năm 192 đến năm 1474, và Po-tana-raya (Hindi: भूमि का स्वामी) từ năm 1474 đến khi Champa chính thức bị giải thể vào năm 1832.

## Đặc điểm

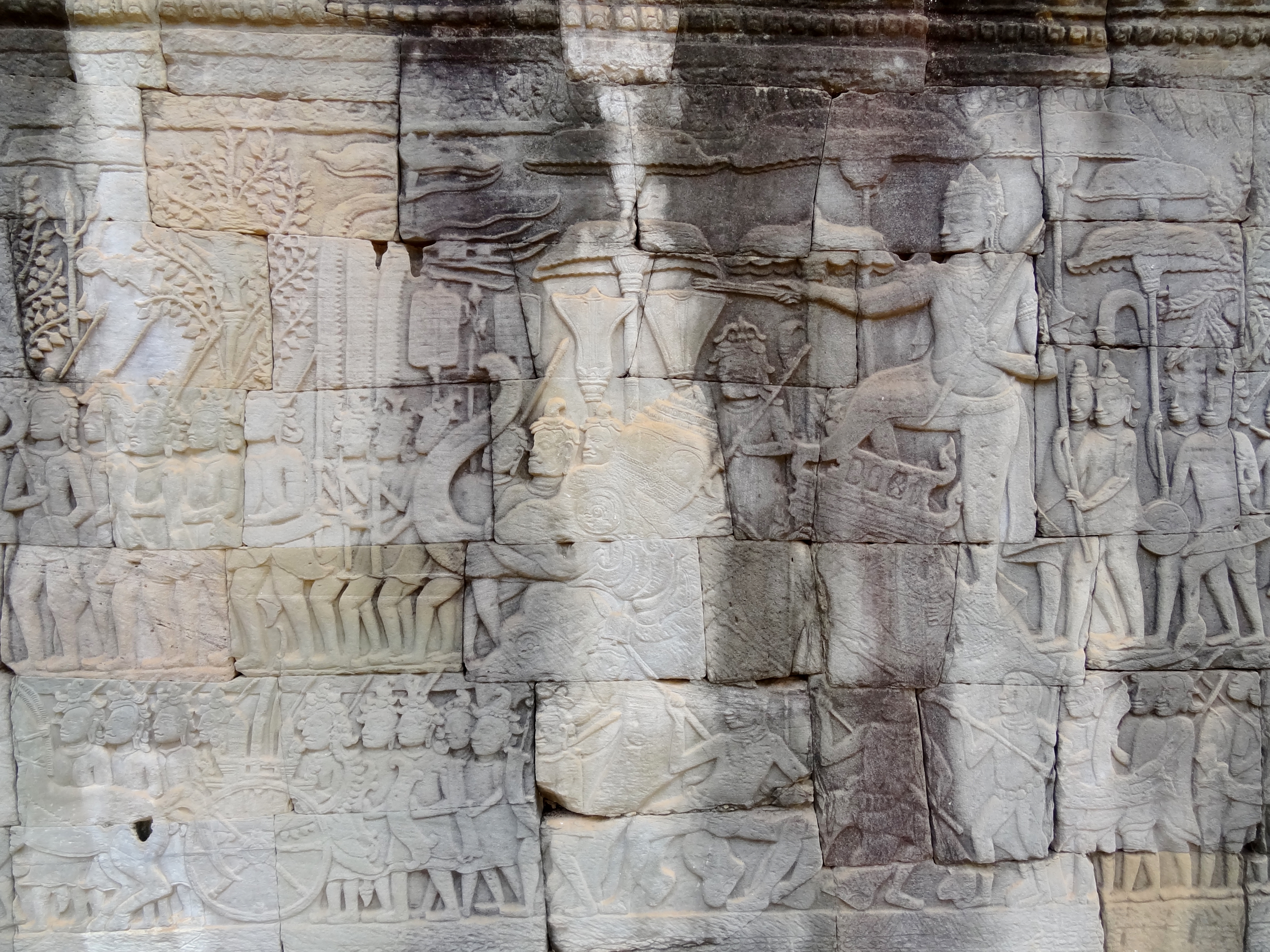
Bích họa về Quốc vương Po Klong Garai của Panduranga tại Bayon, Campuchia.

Tước hiệu đầu tiên với "Raja" là một tước hiệu có từ ngôn ngữ Ấn Độ, đăng đối với King của tiếng Anh cùng Quốc vương của vùng văn hóa chữ Hán, mà Raja-di-raja nghĩa là "Raja của các Raja", cho nên nó tương đương với Great King cùng Đại vương, hoặc "Vua của mọi vị vua" khi dịch ra. Sau năm 1474, quốc gia Champa trở nên suy yếu đáng kể, tước hiệu của các vị vua được đổi thành Po-tana-raya với ý nghĩa "Vua của mọi lãnh địa", trong đó "Po" là vua theo tiếng Chăm. Điều này cũng phần nào cho thấy quốc gia Champa thiên về một nhà nước quân chủ phân quyền và có một người đại diện liên minh, chính là những "Vị vua Champa" mà bài viết liệt kê.
Khi lên ngôi, các vị Vua Champa thường sẽ xưng tôn hiệu tương tự các vị vua của văn hóa Châu Âu cùng Ấn Độ. Tôn hiệu của các vị quân chủ Champa được khởi nguyên từ truyền thống Ấn giáo, thường gồm tước và hiệu. Tước (tiền tố) thường thấy có: Jaya (जय / 勝利 / nghĩa là "Thắng lợi"), Maha (महा / 偉大 / nghĩa là "Vĩ đại"), Sri (श्री / 聖 / nghĩa là "Đấng thánh"). Hiệu bao gồm các Bhadravarman, Vikrantavarman, Rudravarman, Simhavarman,... Trong đó, hậu tố -varman (वर्मा / nghĩa là "Tấm khiên") xuất hiện trong hiệu của họ thuộc về đẳng cấp Kshatriya và chỉ dành cho những người đứng đầu liên minh quốc gia Champa.
Nước Champa bị diệt vong, di tích và sử ký không đủ để xác định tất cả các đời vua và các thông tin chi tiết về năm cai trị của tất cả các vua. Các nhà nghiên cứu căn cứ vào nhiều nguồn tài liệu, trong đó có cả các bia khảo cổ, di tích của người Chăm, tới nay xác định được khoảng 10 triều đại với gần 100 vị vua Champa. Trong số các vị vua này, có nhiều vị được đưa vào danh sách nhưng không liên tiếp kế tục nhau. Một số vua Champa được gọi tên phiên âm theo tiếng Hán, theo cách gọi của các thư tịch cổ của An Nam và Trung Hoa. Một số vị có cả tên bằng tiếng Phạn và tiếng Hán, do được lưu lại trong cả bi ký Chăm và thư tịch Hán cổ.
Danh sách tên và niên đại các vị vua Champa dưới đây vẫn là chưa đầy đủ, giữa nhiều vị có một số khoảng thời gian trống.

## Danh sách

### Lâm Ấp(192 - 757)
| Thời kỳ                            | Phạn văn             | Hán văn                 | Thống trị |
| Triều đại I - Kandapurpura         | Sri Mara             | Khu Liên                | 192 - 220 |
| Triều đại I - Kandapurpura         | ?                    | Phạm Hùng               | 220 - 230 |
| Triều đại I - Kandapurpura         | ?                    | Phạm Duật               | ? – 336   |
| Triều đại II - Kandapurpura        | ?                    | Phạm Văn                | 336–349   |
| Triều đại II - Kandapurpura        | ?                    | Phạm Phật               | 349–377   |
| Triều đại II - Kandapurpura        | Bhadravarman I       | Phạm Hồ Đạt             | 380-413   |
| Triều đại Gangaraja - Kandapurpura | Gangaraja            | Phạm Địch Chớn          | ?-?       |
| Triều đại Gangaraja - Kandapurpura | Manorathavarman      | Phạm Văn Địch           | ?-420     |
| Triều đại III - Kandapurpura       | ?                    | Phạm Dương Mại I        | 421-431   |
| Triều đại III - Kandapurpura       | ?                    | Phạm Dương Mại II       | 431-446   |
| Triều đại III - Kandapurpura       | ?                    | Phạm Thần Thành         | 455-472   |
| Triều đại III - Kandapurpura       | ?                    | Phạm Đang Căng Thuần    | 472-492   |
| Triều đại III - Kandapurpura       | ?                    | Phạm Chư Nông           | 492-498   |
| Triều đại III - Kandapurpura       | ?                    | Phạm Văn Tán            | 498-510   |
| Triều đại III - Kandapurpura       | Devavarman           | Phạm Thiên Khởi         | 510-526   |
| Triều đại III - Kandapurpura       | Vijayavarman         | Phạm Bật Tôi Bật Ma     | 526-529   |
| Triều đại Gangaraja - Kandapurpura | Rudravarman I        | Luận Đà La Bạt Ma       | 529-572   |
| Triều đại Gangaraja - Simhapura    | Sambhuvarman         | Phạm Phạn Chi           | 572-629   |
| Triều đại Gangaraja - Simhapura    | Kandarpadharmavarman | Phạm Đầu Lê             | 629-645   |
| Triều đại Gangaraja - Simhapura    | Prabhasadharma       | Phạm Trấn Long          | 645-?     |
| Triều đại Gangaraja - Simhapura    | Bhadresvaravarman    | Bạt Đà La Thú La Bạt Ma | ? -?      |
| Triều đại Gangaraja - Simhapura    | Isanavarman          | ?                       | ? -653    |
| Triều đại Gangaraja - Simhapura    | Vikrantavarman I     | Chư Cát Địa             | 653-686   |
| Triều đại Gangaraja - Simhapura    | Naravahanavarman     |                         | 686-?     |
| Triều đại Gangaraja - Simhapura    | Vikrantavarman II    | Kiến Đa Thế Ma          | 687-731   |
| Không rõ                           | Rudravarman II       | Lô Đà La                | 731-758   |

### Hoàn Vương(757 - 859)
| Thời kỳ                            | Phạn văn           | Hán văn                 | Thống trị      |
| Triều đại Vicitrasagara - Kauthara | Prithindravarman   | Tất Để Bân Đà La Bạt Ma | 757-770        |
| Triều đại Vicitrasagara - Kauthara | Satyavarman        | Tát Đa Bạt Ma           | 770-787        |
| Triều đại Vicitrasagara - Kauthara | Indravarman I      | Nhân Đà La Bạt Ma       | 787-801        |
| Triều đại Vicitrasagara - Kauthara | Harivarman I       | Ha Lê Bạt Ma            | 802-817        |
| Triều đại Vicitrasagara - Kauthara | Vikrantavarman III | Bì Kiến Đà Bạt Ma       | 817 -854       |
| Triều đại Bhrgu - Indrapura        | Rudravarman        | ?                       | khoảng 800–830 |
| Triều đại Bhrgu - Indrapura        | Bhadravarman II    | ?                       | khoảng 830–854 |

### Chiêm Thành(859 - 1471)
| Thời kỳ                          | Phạn văn                                               | Hán văn                                         | Thống trị     |
| Triều đại Bhrgu - Indrapura      | Indravarman II                                         | Nhân Đà La bạt Ma                               | 854-898       |
| Triều đại Bhrgu - Indrapura      | Jaya Simhavarman I                                     | Tăng Gia Bạt Ma                                 | 898-903       |
| Triều đại Bhrgu - Indrapura      | Saktivarman                                            | ?                                               | 904–905       |
| Triều đại Bhrgu - Indrapura      | Bhadravarman III                                       | Ha La Bạt Ma                                    | 905-917       |
| Triều đại Bhrgu - Indrapura      | Indravarman III                                        | Nhân Đà La Bạt Ma                               | 918-960       |
| Triều đại Bhrgu - Indrapura      | Jaya Indravarman I                                     | Nhân Di Bàn, Thích Lợi Nhân Đà Bàn (釋利因拖盤) | 959-965       |
| Triều đại Bhrgu - Indrapura      | Paramesvaravarman I                                    | Phê Mị Thuế                                     | 965–982       |
| Triều đại Bhrgu - Indrapura      | Indravarman IV                                         | Nhân Đà La Bạt Ma                               | 982–986       |
| Người Việt                       | không có                                               | Lưu Kế Tông                                     | 986-988       |
| Triều đại VII - Indrapura        | Harivarman II                                          | Băng Vương La                                   | 989–997       |
| Triều đại VII - Indrapura        | Yang Pu Ku Vijaya Sri                                  | Bì Xà Đa Bạt Ma                                 | 997-1007      |
| Triều đại VII - Indrapura        | Harivarman III                                         | Ha Lê Bạt Ma                                    | 1007-1018     |
| Triều đại VII - Indrapura        | Yang Pu Ku Sri                                         | Thi Nặc Bài Ma Diệp                             | 1018-1030     |
| Triều đại VII - Indrapura        | Vikrantavarman IV                                      | Bì Kiến Đà Bạt Ma                               | 1030-1041     |
| Triều đại VII - Indrapura        | Jaya Simhavarman II                                    | Sạ Đẩu                                          | 1041–1044     |
| ?                                | Sultan Mahmud                                          | ?                                               | khoảng 1035-? |
| Triều đại Uroja - Kauthara       | Jaya Paramesvaravarman I                               | Ứng Ni                                          | 1044–1060     |
| Triều đại Uroja - Kauthara       | Bhadravarman IV                                        | ?                                               | 1060–1061     |
| Triều đại Uroja - Kauthara       | Rudravarman III                                        | Chế Củ                                          | 1061–1074     |
| Triều đại Pralayeshvara - Vijaya | Harivarman IV                                          | ?                                               | 1074–1080     |
| Triều đại Pralayeshvara - Vijaya | Jaya Indravarman II                                    | Chế Ma Na                                       | 1080–1081     |
| Triều đại Pralayeshvara - Vijaya | Paramabhodhisatva                                      | Bàng Quan Giả                                   | 1081–1086     |
| Triều đại Pralayeshvara - Vijaya | Jaya Indravarman II (lên ngôi lần 2)                   | Chế Ma Na                                       | 1086-1113     |
| Triều đại Pralayeshvara - Vijaya | Harivarman V                                           | Dương Bốc Ma Điệp                               | 1114–1129     |
| Triều đại Pralayeshvara - Vijaya | Jaya Indravarman III                                   | ?                                               | 1139-1145     |
| Triều đại XI - Vijaya            | Rudravarman IV (phiên thuộc của Đế quốc Khmer)         | ?                                               | 1145–1147     |
| Triều đại XI - Vijaya            | Jaya Harivarman I                                      | Chế Bì La Bút                                   | 1147–1166     |
| Triều đại XI - Vijaya            | Jaya Harivarman II                                     | ?                                               | 1166-1167     |
| Triều đại XI - Vijaya            | Jaya Indravarman IV                                    | Trâu Á Na                                       | 1167–1190     |
| Triều đại XI - Vijaya            | Suryavarman (vua Khmer tại Vijaya)                     | ?                                               | 1190–1191     |
| Triều đại XI - Vijaya            | Jaya Indravarman V (vua Champa tại Vijaya)             | ?                                               | 1191-1192     |
| Triều đại XI - Vijaya            | Suryavarman (vua Khmer lên ngôi lần 2 tại Panduranga)  |                                                 | 1192–1203     |
| Triều đại XI - Vijaya            | Thuộc Đế quốc Khmer                                    |                                                 | 1203–1220     |
| Triều đại XI - Vijaya            | Jaya Paramesvaravarman II (ly khai khỏi Đế quốc Khmer) | ?                                               | 1220-1254     |
| Triều đại XI - Vijaya            | Jaya Indravarman VI                                    | ?                                               | 1252-1257     |
| Triều đại XI - Vijaya            | Jaya Indravarman V                                     | ?                                               | 1257–1285     |
| Triều đại XI - Vijaya            | Jaya Simhavarman III                                   | Chế Mân                                         | 1285–1307     |
| Triều đại XI - Vijaya            | Jaya Simhavarman IV                                    | Chế Chí                                         | 1307–1312     |
| Triều đại XI - Vijaya            | Jaya Simhavarman V                                     | Chế Năng                                        | 1312–1318     |
| Triều đại XII - Vijaya           | Jaya Ananda                                            | Chế A Nan                                       | 1318–1342     |
| Triều đại XII - Vijaya           | Maha Sawa                                              | Trà Hòa                                         | 1342–1360     |
| Triều đại XII - Vijaya           | Po Binasuor                                            | Chế Bồng Nga                                    | 1360 - 1390   |
| Triều đại Vr̥ṣu - Vijaya          | Jaya Simhavarman VI                                    | La Ngai                                         | 1390–1400     |
| Triều đại Vr̥ṣu - Vijaya          | Indravarman VI                                         | Ba Đích Lại                                     | 1400–1441     |
| Triều đại Vr̥ṣu - Vijaya          | Virabhadravarman                                       | ?                                               | 1441–?        |
| Triều đại XIV - Vijaya           | Maha Vijaya                                            | Bí Cai                                          | 1441–1446     |
| Triều đại XIV - Vijaya           | Maha Kali                                              | Quý Lai                                         | 1446–1449     |
| Triều đại XIV - Vijaya           | Maha Kaya                                              | Quý Do                                          | 1449–1458     |
| Triều đại XIV - Vijaya           | Maha Saya                                              | Trà Duyệt                                       | 1458–1460     |
| Triều đại XIV - Vijaya           | Maha Sajan                                             | Trà Toàn                                        | 1460–1471     |
| Triều đại XIV - Vijaya           | Maha Sajai                                             | Trà Toại                                        | 1471-1474     |

### Panduranga-Chăm Pa(1471 - 1697)
| Thời kỳ                     | Phạn văn            | Hán văn                | Thống trị   |
| Triều đại I - Bal Sri Banây | Po Uwaluah          | Ô Ngõa Lư A Chi Hậu    | ? - ?       |
| Triều đại I - Bal Sri Banây | Po Binnasur         | Bì Nạp Tư              | ? - ?       |
| Triều đại I - Bal Sri Banây | Po Putik            | Phổ Phổ Đế Khắc        | ? - ?       |
| Triều đại I - Bal Sri Banây | Po Sulika           | Bà Gia Nễ Các Đáp      | ? - 1167    |
| Triều đại I - Bal Sri Banây | Po Klong Garai      | Bà Khắc Lượng Gia Lai  | 1167 - 1205 |
| Triều đại II - Băl Hangâu   | Sri Agarang         | Kế Khả                 | 1205 - 1247 |
| Triều đại II - Băl Hangâu   | Cei Anâk            | Kế Lực                 | 1247 - 1281 |
| Triều đại III - Băl Anguai  | Po Dobatasuar       | Bà Điệp                | 1281 - 1306 |
| Triều đại III - Băl Anguai  | Po Patarsuar        | Bà Bức                 | 1306 - 1328 |
| Triều đại III - Băl Anguai  | Po Binnasuar        | Bà Bính                | 1328 - 1373 |
| Triều đại IV - Băl Anguai   | Po Parican          | Bà Phát                | 1373 - 1397 |
| Triều đại V - Băl Cau       | Po Kasit            | Bà Khiết               | 1433 - 1460 |
| Triều đại V - Băl Cau       | Po Kabrah           | Bà Kế                  | 1460 - 1494 |
| Triều đại V - Băl Cau       | Po Kabih            | Bà Cấp                 | 1494 - 1530 |
| Triều đại V - Băl Cau       | Po Karutdrak        | Bà Khứ                 | 1530 - 1536 |
| Triều đại VI - Băl Cau      | Maha Sarak          | Trà Lộc                | 1536 - 1541 |
| Triều đại VI - Băl Cau      | Po Kunarai          | Bà Bãi                 | 1541 - 1553 |
| Triều đại VI - Băl Cau      | Po At               | Bà Ất                  | 1553 - 1579 |
| Triều đại VII - Băl Canar   | Po Klong Halau      | Bà Khắc-lượng Khất-lưu | 1579 - 1603 |
| Triều đại VII - Băl Canar   | Po Nit              | Bà Nhiếp               | 1603 - 1613 |
| Triều đại VII - Băl Canar   | Po Jai Paran        | Bà Thái                | 1613 - 1618 |
| Triều đại VII - Băl Canar   | Po Aih Khang        | Bà Ưng                 | 1618 - 1622 |
| Triều đại VIII - Băl Canar  | Po Klong M'hnai     | Bà Khắc-lượng Như-lai  | 1622 - 1627 |
| Triều đại VIII - Băl Canar  | Po Rome             | Bà Lâm                 | 1627 - 1651 |
| Triều đại VIII - Băl Canar  | Po Nraop            | Bà Thấm                | 1651 - 1653 |
| Triều đại VIII - Băl Canar  | Po Saktiraydapaghoh | Bà Thích               | 1654 – 1657 |
| Triều đại VIII - Băl Canar  | Po Jatamah          | Bà Chất                | 1657 – 1659 |
| Triều đại VIII - Băl Canar  | Po Saot             | Bà Tranh               | 1659 - 1692 |

### Thuận Thành Trấn(1697 - 1832)
| Thời kỳ                    | Phạn văn                             | Hán văn          | Thống trị   |
| Triều đại VIII - Băl Canar | Po Saktiraydapatih                   | Bà Tử            | 1695 - 1727 |
| Triều đại VIII - Băl Canar | Po Ganuhpatih                        | Bà Thị           | 1627 - 1730 |
| Triều đại VIII - Băl Canar | Po Thuntiraidaputih                  | Nguyễn Văn Thuận | 1730 - 1732 |
| Triều đại VIII - Băl Canar | Po Rattiraydaputao                   | Nguyễn Văn Đạt   | 1732 - 1763 |
| Triều đại VIII - Băl Canar | Po Tisundimahrai                     | Nguyễn Văn Thiết | 1763 - 1765 |
| Triều đại VIII - Băl Canar | Po Tisuntiraydapaghoh                | Nguyễn Văn Tịch  | 1768 - 1780 |
| Triều đại VIII - Băl Canar | Po Tisuntiraydapuran                 | Nguyễn Văn Tá    | 1780 - 1781 |
| Triều đại VIII - Băl Canar | Cei Brei                             | Nguyễn Văn Chiêu | 1783 - 1786 |
| Triều đại VIII - Băl Canar | Po Tisuntiraydapuran (đăng cơ lần 2) | Nguyễn Văn Tá    | 1786 - 1793 |
| Triều đại VIII - Băl Canar | Po Chongchan                         | Nguyễn Văn Tòng  | 1786        |
| Triều đại IX - Băl Canar   | Po Ladhuanpaghuh                     | Nguyễn Văn Hào   | 1793 - 1799 |
| Triều đại IX - Băl Canar   | Po Saong Nyung Ceng                  | Nguyễn Văn Chấn  | 1799 - 1822 |
| Triều đại IX - Băl Canar   | Po Bait Lan                          | Nguyễn Văn Lân   | 1822        |
| Triều đại IX - Băl Canar   | Po Klan Thu                          | Nguyễn Văn Vĩnh  | 1822 - 1828 |
| Triều đại IX - Băl Canar   | Po Phaok The                         | Nguyễn Văn Thừa  | 1828 - 1832 |
| Triều đại IX - Băl Canar   | Po War Palei                         | Bà Hóa Ba-lai    | 1834 - 1835 |